# Movimento Poético Geração de 20
A Geração de 20 é um movimento poético e cultural contemporâneo de Feira de Santana, Bahia. Formando por artistas independentes, como poetas, escritores, recitalistas e artistas visuais, o movimento realiza ações artísticas desde 2020. Uma das principais marcas da Geração de 20 é a criação do Feirema, uma nova forma poética que expressa o tema do pertencimento de maneira concisa e original, com uma estrutura fixa que inclui um título univocabular e dois versos com um número definido de palavras.

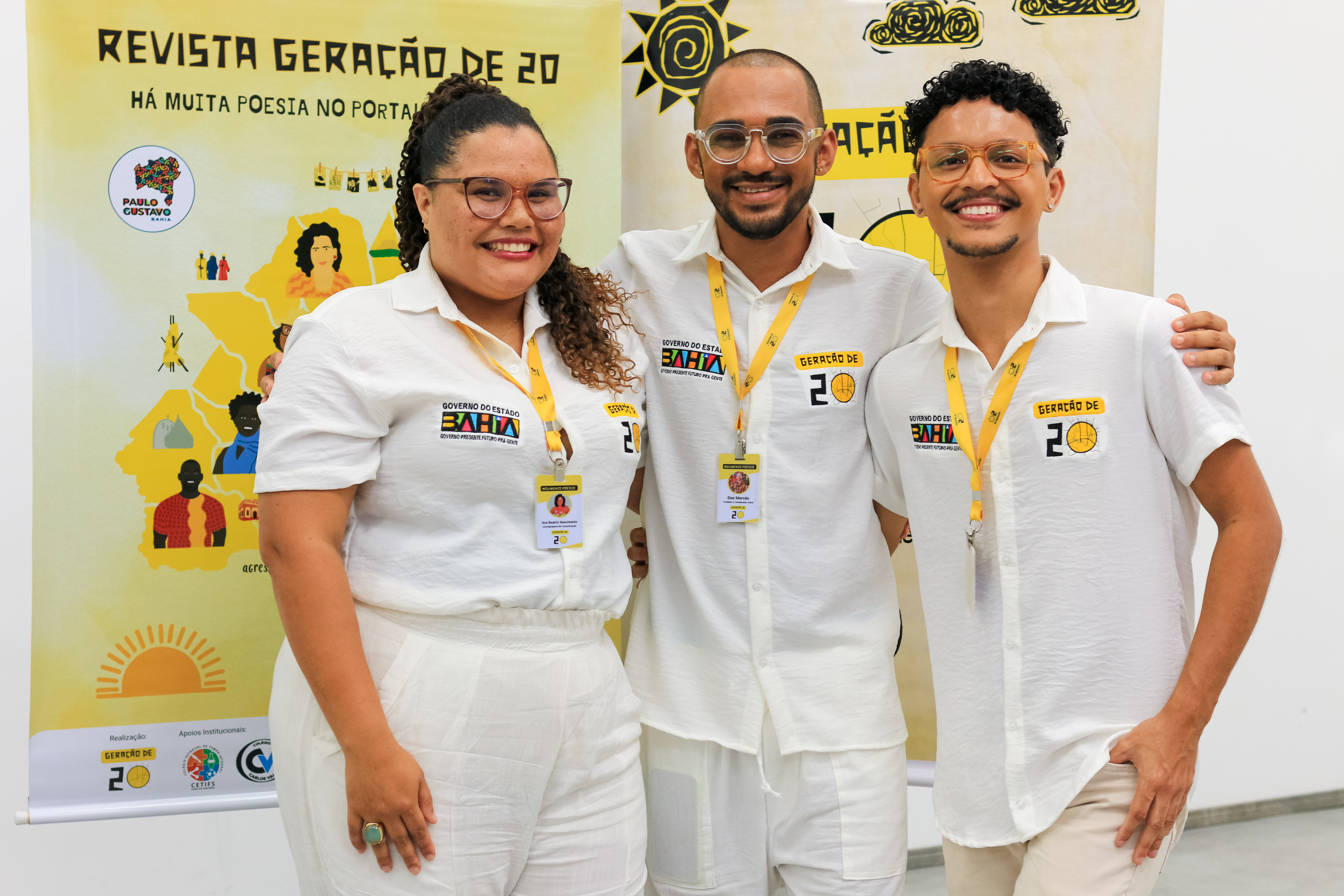
Ana Beatriz Nascimento, Dee Mercês e Ronaldo Agrestino

Fundado pelo casal de poeta e artista visual, Dee Mercês e Ronaldo Agrestino, estudantes de Letras da Universidade Estadual de Feira de Santana (UEFS), o Movimento Poético Geração de 20 surgiu durante a pandemia da covid-19.  O movimento nasceu de forma espontânea, a partir de conversas e reflexões sobre arte e poesia entre os dois, que buscavam um espaço para expressar suas ideias e conectar-se com outros artistas.
| Nome                      | Movimento Poético Geração de 20 |
| ------------------------- | --- |
| Variações                 | Movimento Geração de 20; Geração de 20; G20. |
| Propósito                 | Promover a poesia e a cultura, valorizando a produção artística local e a diversidade. |
| Tipo                      | Movimento poético e cultural |
| Fundação                  | 2020 |
| Cidade/Estado             | Feira de Santana/Bahia |
| Fundadores                | Dee Mercês e Ronaldo Agrestino |
| Vice-coordenadora         | Ana Beatriz Nascimento |
| Área de atuação           | Literatura; Poesia; Artes Visuais; Cultural; Educação. |
| Prêmios                   | 2023 - Diálogos Artísticos Bicentenário da Independência na Bahia, Fundação Cultural do Estado da Bahia (FUNCEB). 2024 - Lei Paulo Gustavo - Bahia, Apoio às Artes - Lia da Silveira, Fundação Cultural do Estado da Bahia (FUNCEB). |
| Revista Geração de 20     | Edições publicadas: - v. 1, n. 1 julho/dezembro de 2021 (1ª edição) - v.1, número especial julho/dezembro de 2021 (2ª edição) - v. 2, n.1 janeiro/março de 2022 (3ª edição) - v. 2, n. 2 abril/junho de 2022 (4ª edição) - v. 3, n. 1 janeiro/junho de 2023 (5ª edição) - v. 3, n. 2 julho/dezembro de 2023 (6ª edição) - v. 4, n. 1 janeiro/junho de 2024 (7ª edição) - v. 4, n. 2 janeiro/junho de 2024 (8ª edição) |
| Equipe Editorial          | Dee Mercês (editor-chefe); Ronaldo Agrestino (curador artístico); Ana Beatriz Nascimento (coordenadora de comunicação); Clareanna Santana (avaliadora); Aline Haar (revisora textual). |
| Contribuíram              | Fabiana Souza (comissão editorial); Celso Lavoisier (autor convidado); João Pedro Cá Arfer Tuxá (capa); Giovanni Massa (capa); Taulo Soares (autor convidado); Fernanda dos Santos (conselho editorial; Gisele Rocha (conselho editorial); Jader Santini (capa); Emilly Reis (capa); Moana Fonseca (comissão editorial); Yngreed Souza (editora assistente); Daniela Landin (vocalizadora); Maria Virgínia Cardoso dos Santos (Intérprete de Libras). |
| Sarau Geração de 20       | On-line - Sarau Encontro das Artes: tributo às vítimas da COVID-19 - Sarau Encontro das Artes - 2a EDIÇÃO - JANEIRO 2021 - Sarau na Quarentena - Poemas Pandêmicos - EP01 - Sarau na Quarentena - Poemas Pandêmicos - EP02 - Sarau na Quarentena - Poemas Pandêmicos - EP03 - Sarau na Quarentena - Poemas Pandêmicos - EP04 - Sarau na Quarentena - Poemas Pandêmicos - EP05 - Sarau na Quarentena - Poemas Pandêmicos - EP06 - Sarau na Quarentena - Poemas Pandêmicos - EP07 - Sarau na Quarentena - Poemas Pandêmicos - EP08 - Sarau Geração de 20: EDIÇÃO POESIA DE RESITÊNCIA #1 - Sarau Geração de 20: EDIÇÃO POESIA DE RESITÊNCIA #2 - Sarau Geração de 20: EDIÇÃO POESIA DE RESITÊNCIA #3 - Lançamento da Revista Geração de 20 - Niver de 1 ano da Geração de 20 Presencial - Homenagem aos 190 anos de Feira de Santana no Museu de Arte Contemporânea - Lançamento da 7ª edição da Revista Geração de 20 no Museu Regional de Arte - Lançamento da 8ª edição da Revista Geração de 20 no Museu de Arte Contemporânea |
| Festival Geração de 20    | 1ª edição em maio de 2023 |
| Trânsito Poético Circular | Circulações Literárias Decolonias pelo Portal do Sertão em 2023: - Escola Municipal José Tavares Carneiro, distrito de Maria Quitéria/Feira de Santana - Colégio Estadual Joaquim Inácio de Carvalho (CEJIC), Irará/Bahia Circulações Literárias Decolonias pelo Portal do Sertão em 2024: - Colégio Estadual de Tempo Integral de Feira de Santana (CETIFS), Feira de Santana - Colégio Estadual Professor Carlos Valadares (CEPCV), Santa Bárbara/Bahia |

Com o retorno das atividades presenciais, em 2022, a Geração de 20 ganhou um novo impulso com a chegada da recitalista Ana Beatriz Nascimento, também estudante de Letras da UEFS. Ana Beatriz trouxe sua sensibilidade artística e seu reconhecimento sobre Literatura para o movimento, contribuindo para a organização de eventos, a criação de oficinas e a divulgação do grupo.
Atualmente, Dee, Ronaldo e Ana coordenam as ações do movimento poético e cultural, trabalhando juntos para promover a poesia e a cultura. Os três desempenham um papel crucial na consolidação e expansão do Feirema, compartilhando seus conhecimentos e sua paixão pela poesia por meio de oficinas, saraus, circulações em escolas e colégios públicos, museus e feiras literárias, e a publicação semestral da Revista Geração de 20.
A escolha do termo "poético" para compor o nome do movimento deu-se pelo significado amplo da palavra "poesia", que inspira e transcende os limites do poema, manifestando-se em diversas formas de expressão artística.  O nome "Geração de 20" reflete o ano de sua fundação (2020) e o desejo de registrar e divulgar a literatura e as artes visuais ao longo dos anos desse período. Surgido em um contexto de pandemia e isolamento social, o movimento inicialmente se conectou com o público de forma remota através das redes sociais. Com o tempo, expandiu suas atividades para além da poesia, consolidando-se como um movimento poético e cultural. 
Um dos marcos iniciais da Geração de 20 foi o painel poético on-line,  uma grade de poemas criados durante o período de isolamento social e  publicados no Instagram entre novembro de 2020 e janeiro de 2021. Essa iniciativa reuniu poetas de diversos estados brasileiros e resultou na antologia poética digital "Vozes das Margens: coleção de poemas pandêmicos", ampliando o alcance e o impacto do movimento. Além do painel, a Geração de 20 promoveu saraus on-line com a participação de artistas de diferentes áreas, como música, poesia e contação de história.
Com o objetivo de manter uma publicação contínua que representasse o movimento, foi criada a Revista Geração de 20, um periódico físico e digital que conta com o respaldo do Centro Brasileiro do ISSN (2764-4014).  A primeira edição, lançada entre julho e dezembro de 2021, publicou 24 artistas, entre poetas, escritores e artistas visuais, consolidando a revista como um importante espaço de divulgação para novos talentos e artistas independentes. Nomes como Mariana Paim, Celso Lavoisier e João Cá Afer Tuxá já tiveram seus trabalhos publicados na revista.
A revista publica o trabalho de artistas independentes que não encontram espaços para expor suas obras de arte. Busca-se divulgar quem está surgindo na cena artística, porém, artistas que desenvolvem um trabalho há mais tempo também são bem-vindas. Não são publicados trabalhos que contenham qualquer categoria de preconceito e/ou reforcem discursos de ódio.
São aceitos para publicação poemas (em versos livres ou formas fixas), contos, crônicas, minicontos, cartas, desenhos, pinturas, gravuras, ilustrações e fotografias. A Revista Geração de 20 é publicada semestralmente, com chamadas para inscrição divulgadas no site e nas redes sociais do movimento.

Opinião da poeta baiana radicada na Paraíba, Clareanna Santana, sobre a Geração de 20:
Penso que a arte literária não deve ser um privilégio e é importante que saia da bolha. Há poesia em todos os lugares. Ela também é popular. Quando recebi o convite para participar do Movimento Poético Geração de 20, fiquei lisonjeada, pois entendi que alguém leu e gostou dos meus poemas e fiquei encantada quando soube que era iniciativa de um estudante do interior da Bahia (minha terra querida). Tenho apreço a quem valoriza a escrita poética, principalmente as marginais. Ouvi dizer que a cultura deveria fazer parte da cesta básica e eu concordo. Espero que esse projeto cresça e se torne um ótimo espaço de memórias e referências.

Opinião da cantautora paulista, Karolzinha da Silva, sobre a Geração de 20:
A Geração de 20 é um projeto literário democrático e acolhedor que dá visibilidade a poetas independentes de todo o Brasil. É um espaço de resistência, troca de conhecimentos e descoberta de novos talentos.
Ambas artistas acompanham a Geração de 20 desde o seu surgimento. Clareanna Santana compõe a equipe editorial da Revista Geração de 20 e Karolzinha da Silva homenageou o movimento poético com a composição de "Afiada", gravada remotamente em colaboração com a escritora e cantora Marian Koshiba, que também participou das ações do movimento.
Em abril de 2023, a Geração de 20 deu um novo passo em sua trajetória com a realização da primeira edição do Festival Geração de 20  . O evento, que reuniu estudantes da UEFS e artistas da comunidade, promoveu um intercâmbio entre diferentes linguagens artísticas, como literatura, música, performance, contação de histórias, artes visuais e artesanato. A iniciativa surgiu da necessidade de suprir a carência de eventos culturais em Feira de Santana, especialmente em um cenário de redução de investimentos em políticas públicas para a área. O Festival também buscou fortalecer o protagonismo da Geração de 20 na cena cultural do município, promovendo a interação entre artistas da universidade e da comunidade. A primeira edição do Festival foi um sucesso, consolidando o evento como um importante espaço de diálogo e fomento à produção artística local.
Ainda no primeiro semestre de 2023, o grupo ampliou sua atuação ao integrar a programação de dois importantes eventos artísticos de Feira de Santana: a OCUPAÇÃO DO MAC e a mostra coletiva de arte CONEXÃO. Nesses eventos, a Geração de 20 realizou duas oficinas de escrita poética com o método aldravista, uma no Museu de Arte Contemporânea (MAC) e outra no Museu Regional de Arte (MRA), contribuindo para a formação de novos escritores e a difusão da poesia. A participação nesses eventos impulsionou a visibilidade do grupo, que passou a ser destaque em mídias locais e estaduais, como Conexão Bahia (TV Bahia/Globo), TV Feira (TV Brasil), TV Olhos D'Água, Folha do Estado da Bahia, Acorda Cidade e Blog do Velame.

No segundo semestre do mesmo ano, a Geração de 20 promoveu o "Sarau Geração de 20 - Homenagem aos 190 anos de Feira de Santana" no MAC, reunindo poetas, escritoras, contadoras de histórias e músicos da cidade. Em seguida, o grupo estreou no Festival Literário e Cultural de Feira de Santana (FLIFS), onde lançou a 5ª edição da Revista Geração de 20. Nessa ocasião, o poeta Dee Mercês também lançou seu livro de poemas autopublicado, "Legião de Mim", marcando mais um passo na trajetória literária do fundador do movimento.

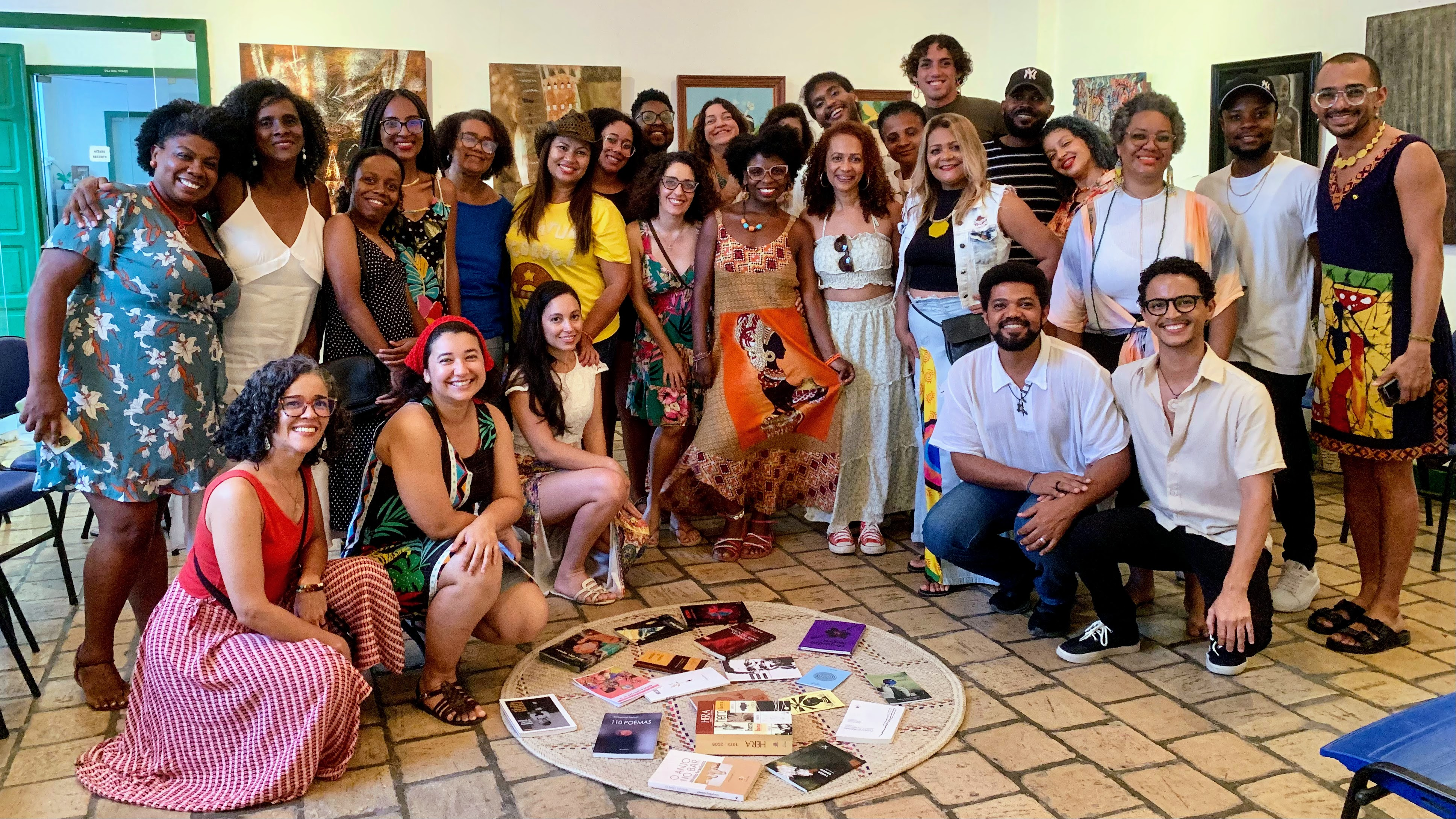
Artistas independentes no sarau que homenageou o município de Feira de Santana pelos seus 190 anos de emancipação política.

Dando continuidade às suas ações de fomento à cultura, a Revista Geração de 20 foi selecionada no segundo semestre de 2023 pelo EDITAL Diálogos Artísticos – Bicentenário da Independência na Bahia, lançado pela Fundação Cultural do Estado da Bahia (FUNCEB), entidade vinculada à Secretaria de Cultura do Estado da Bahia (SECULT/BA).
Esse importante apoio financeiro possibilitou o lançamento da 6ª edição da revista, que trouxe uma proposta inovadora ao publicar duas ilustrações digitais do artista visual Ronaldo Agrestino e 25 poemas decoloniais de autores do Portal do Sertão, um território de identidade que abrange 17 municípios do interior da Bahia, incluindo Feira de Santana. Esses poemas, com forte caráter social e político, denunciam as injustiças sociais, desconstroem padrões e perspectivas coloniais impostas aos povos historicamente marginalizados e apontam novos caminhos para a construção de uma sociedade mais justa e igualitária.
Com o apoio do edital, a tiragem da revista aumentou para 200 exemplares, que foram distribuídos gratuitamente em uma ação intitulada "Trânsito Poético Circular". Essa iniciativa promoveu bate-papos com a comunidade sobre a revista e os poemas publicados em diferentes espaços, como a Escola Municipal José Tavares Carneiro, no distrito de Maria Quitéria, o Centro de Cultura Amélio Amorim, em Feira de Santana, e o Colégio Estadual Joaquim Inácio de Carvalho, em Irará."
No dia 10 de fevereiro de 2024, a Geração de 20 lançou o Feirema, uma nova forma poética que propõe uma renovação literária para poetas de Feira de Santana e do Brasil.
O Feirema é um poema contemporâneo de forma fixa, composto por um título univocabular e dois versos, que formam uma única estrofe. O primeiro verso deve conter 7 palavras e o segundo verso, 5 palavras. O título é indispensável, pois sintetiza o poema. Por ser uma forma poética concisa, sua escrita é feita em minúsculas, com pontuação opcional, caracterizando-se como um poema minimalista.

O Feirema, nascido em Feira de Santana, se apresenta como uma nova forma poética que o Movimento Poético Geração de 20 propõe aos poetas da Bahia e do Brasil.  Sua temática gira em torno do “pertencimento” a algo ou algum lugar, grupo, comunidade e afins. Para escrever um feirema, sugere-se que o(a) poeta explore suas memórias da infância, juventude e/ou vivências diárias em espaços urbanos ou rurais. Dias depois do lançamento, a Geração de 20 realizou a primeira oficina de escrita de Feiremas no MAC, como parte da programação da OCUPAÇÂO II: um lugar de pertencimento.  Para divulgar essa novidade, o grupo participou de programas de rádio como o Transnotícias, da TransBrasil Feira; Jornal Primeira Página, da Rádio Povo Feira; e Papaar, da Rádio Geral; além de conceder entrevistas para sites e jornais locais.

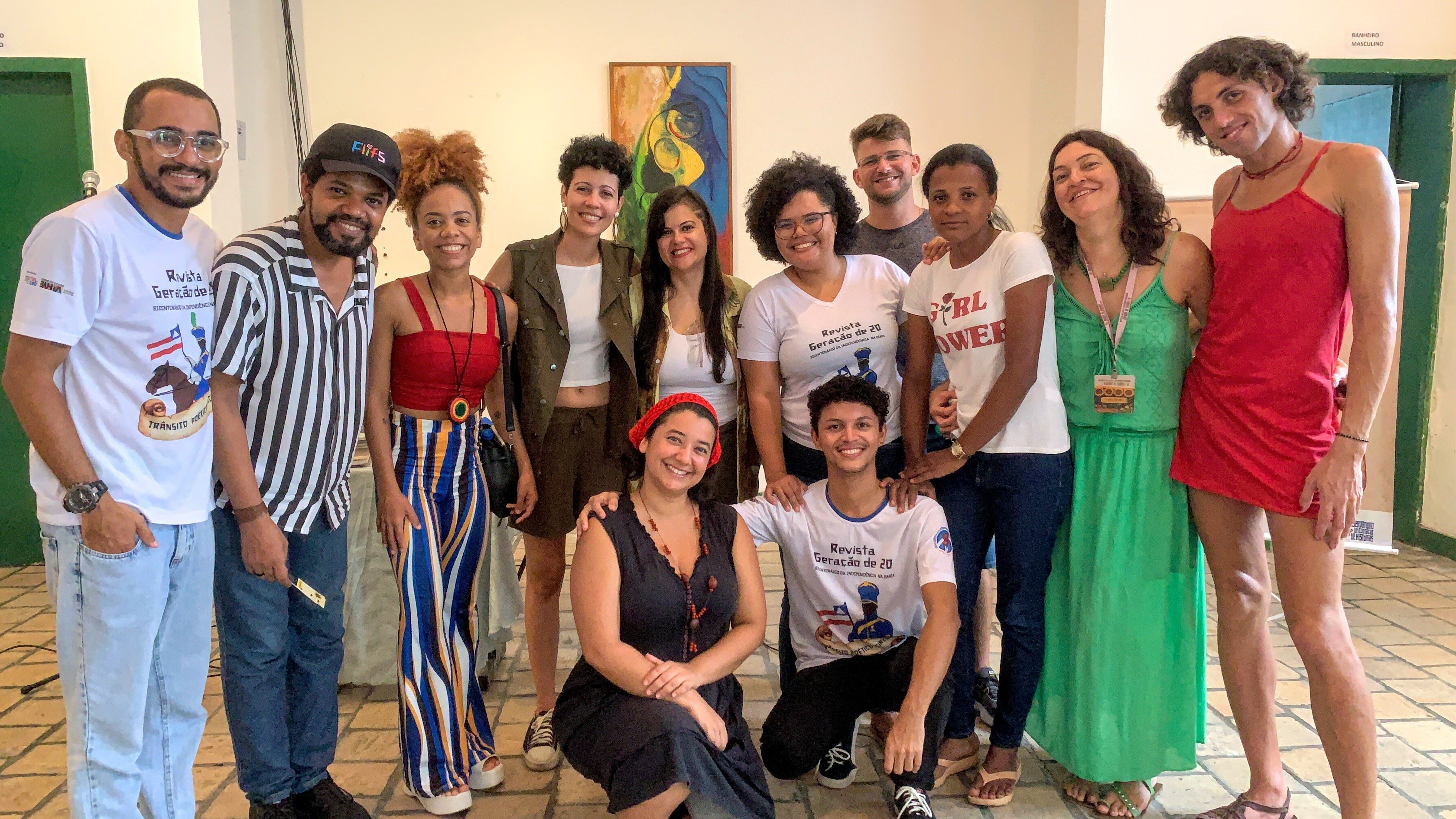
Pioneiros na escrita do Feirema, poetas de Feira de Santana participam da primeira oficina sobre a nova forma poética, realizada no Museu de Arte Contemporânea (MAC).

O ano de 2024 foi marcado por uma intensa atividade da Geração de 20, com a conquista de novos espaços e o desenvolvimento de projetos inovadores. Ana Beatriz Nascimento, integrante do movimento, apresentou seu Projeto de Trabalho de Conclusão de Curso (PTCC), aprovado com louvor, sobre sua experiência no primeiro "Trânsito Poético Circular", realizado na Escola Municipal José Tavares Carneiro (distrito de Maria Quitéria), onde atua como professora de Língua Portuguesa. O projeto, que analisa o impacto da iniciativa na comunidade escolar, também foi apresentado na 30ª Jornada do GELNE, um evento presencial organizado pelo Grupo de Estudos Linguísticos e Literários do Nordeste, com a participação de docentes de doze programas de pós-graduação da área de Letras e Linguística de sete universidades públicas da Bahia, incluindo a UEFS.
Além disso, o movimento foi selecionado no edital "Lia da Silveira - Lei Paulo Gustavo (LPG)" do Ministério da Cultura do Brasil, por meio do Governo da Bahia, o que possibilitou o lançamento da 8ª edição da revista, com o tema "Há Muita Poesia no Portal do Sertão". Essa edição contou com medidas de acessibilidade, sendo traduzida para Libras e gravada em audioleitura, ampliando o acesso à literatura para pessoas com deficiência. A Geração de 20 também realizou oficinas de escrita do Feirema em eventos como a Feira Literária do Poeta Castro Alves, a convite da Secretaria de Educação do município de Castro Alves, e o "Domingo Tem Museu". O grupo estreou novas colunas na Revista Geração de 20, com a "Poema-Ponte", de Pedro Albuquerque, e "Entrementes, Entrevistas", de Enzo Macedo, além de publicar a 7ª edição da revista, lançada em um sarau no MRA.
A Geração de 20 expandiu suas atividades para além do âmbito literário, com o projeto "Quando a Arte de Rua se encontra com a Revista Geração de 20: escrita poética de autoria independente e grafite como caminhos de resistência", desenvolvido por Ronaldo Agrestino em seu estágio supervisionado no Colégio Estadual Juiz Jorge Faria Góes. O movimento também marcou presença em eventos importantes como a Bienal do Livro Bahia e a XX Semana de Letras e Artes da UEFS, com a participação no Sarau Literário "Ler-se Negra". Ronaldo Agrestino também contribuiu para a identidade visual do Grupo de Pesquisa em Ensino de Línguas, Educação Literária e Literaturas Insurgentes (INSURGE) da UEFS, criando a obra de arte "TRIADE DE AYA".
Dee Mercês, um dos fundadores do movimento, teve um ano de grande destaque, com a aprovação em um intercâmbio acadêmico para a Universidade Pedagógica de Maputo (Moçambique) e a aprovação na apresentação do seu TCC. Ronaldo Agrestino, por sua vez, assumiu o cargo de Assistente Cultural do MAC. A Geração de 20 também realizou oficinas de escrita do Feirema no 17º FLIFS, cuja comissão organizadora contou com a participação de Ana Beatriz Nascimento, lançou a 7ª edição da revista e o glossário ilustrado "Cacimba de Palavras", de Ronaldo Agrestino, no mesmo evento, e promoveu a formação online "Além das Palavras: acessibilidade e inclusão no universo literário" com a Drª Élida Cristina Santos (DEDU-UEFS).
Em uma iniciativa inédita, a Revista Geração de 20 foi internacionalizada em Moçambique, com a doação de exemplares para a Escola Secundária de Lhanguene, a Biblioteca Noémia Sousa do Museu Mafalala e a entrega da revista aos escritores moçambicanos Mia Couto e Ungulani ba ka Khosa.  O grupo também participou da produção do livro "Feito a Pincel", de Irma Teixeira, com ilustrações de Ronaldo Agrestino e edição de Dee Mercês, e Dee Mercês apresentou o Feirema no XVII Colóquio de Literatura Baiana da Academia de Letras da Bahia (ALB).
As ações da Geração de 20 se estenderam para diferentes espaços e públicos, com a realização de oficinas do Feirema em escolas públicas da Chapada Diamantina, durante a 21ª Semana Nacional de Ciência e Tecnologia, e a participação em eventos como o SerTão Professoras(es), da UEFS, com um sarau conduzido por Ana Beatriz Nascimento. O grupo também estreou a coluna "Poesia, Chama-me", de Machado de Jesus, na Revista Geração de 20, e realizou uma entrevista com Mestre Bule-Bule no Dia Nacional da Cultura e Dia Nacional da Língua Portuguesa, com Dee Mercês e Ronaldo Agrestino, sob orientação da professora doutora Renailda Cazumbá (DEDU-UEFS).
A Geração de 20 celebrou o primeiro feriado nacional do Dia da Consciência Negra com um sarau no evento acadêmico "Conversas Insurgentes: manifestos e (re)existências negras para uma sociedade antirracista" promovido pelo INSURGE. Dando continuidade às ações de democratização da literatura, o grupo realizou o segundo "Trânsito Poético Circular" no Colégio Estadual de Tempo de Integral de Feira de Santana (CETIFS) e Colégio Estadual Professor Carlos Valadares, em Santa Bárbara; promoveu um encontro entre Dee Mercês e Eslane Paixão, militante política e ex-candidata a prefeita de Salvador; e participou do "Quintal da Irma", evento da poeta feirense Irma Teixeira. Para finalizar o ano, a Geração de 20 realizou um sarau no MAC para o lançamento da 8ª edição da Revista Geração de 20.
O Movimento Poético Geração de 20 é feito por pessoas! Uma rede de talentos e poesia que se constrói a cada dia com a colaboração de pessoas que dedicam seu tempo, talento e energia para levar poesia e cultura para o mundo! Dezenas de outras pessoas colaboram indiretamente, participando dos eventos, lendo a revista, compartilhando o conteúdo e inspirando o movimento a cada dia.

Ao longo de seus quatro anos de trajetória, a Geração de 20 se consolidou como um movimento dinâmico e colaborativo, impulsionado por artistas e estudantes de Letras da UEFS. Com o objetivo de promover a literatura e as artes visuais contemporâneas, o movimento tem realizado diversas ações, como saraus, oficinas de escrita poética, circulações em escolas e colégios públicos, museus e teatros, além da publicação semestral da Revista Geração de 20. Essa constante atuação ressalta o compromisso da Geração de 20 em fomentar e valorizar a produção artística baiana, especialmente a de artistas independentes que emergem ao longo dos anos de 2020. O movimento se destaca por democratizar o acesso à arte e à cultura, criar espaços de expressão e diálogo, e fortalecer a cena cultural de Feira de Santana e região.
1. ↑  https://www.geracaode20.org/feirema
2. ↑  https://ea17a6f2-9047-4fe3-b70f-e661d23a8e87.filesusr.com/ugd/a394ca_9b12324cc57546e8b0612a5d28d9c8d7.pdf
3. ↑  https://redeglobo.globo.com/redebahia/conexao-bahia/noticia/estudantes-e-artistas-independentes-criam-revista-para-publicar-suas-obras.ghtml
4. ↑  https://portal.issn.org/resource/ISSN/2764-4014
5. ↑  https://ea17a6f2-9047-4fe3-b70f-e661d23a8e87.filesusr.com/ugd/a394ca_ecc653dc2e6948d78537a4a188510ab7.pdf
6. ↑  https://www.jornalfolhadoestado.com/cultura-e-eventos/uefs-sediara-festival-artistico-cultural-em-abril
7. ↑  https://www.blogdovelame.com/festival-artistico-cultural-acontece-na-uefs-em-abril/
8. ↑  https://www.uefs.br/2023/03/5025/Festival-artistico-cultural-acontece-na-Uefs-em-abril.html
9. ↑  https://ea17a6f2-9047-4fe3-b70f-e661d23a8e87.filesusr.com/ugd/a394ca_d0ff1865a9854db68f11bda50f587500.pdf
10. ↑  https://www.jornalfolhadoestado.com/cultura-e-eventos/revista-geracao-de-20-e-contemplada-pelo-edital-dialogo-artisticos-unica-do-portal-do-sertao
11. ↑  https://www.geracaode20.org/_files/ugd/a394ca_d01c41facf054bef89e601530f5e5806.pdf?index=true
12. ↑  http://www.fundacaocultural.ba.gov.br/2023/11/16815/Bicentenario-Portal-do-Sertao-lanca-Revista-Geracao-de-20.html
13. ↑  https://programavibenews.com.br/segunda-parada-do-transito-poetico-circular-pelo-portal-do-sertao-sera-realizado-no-dia-20-11-no-teatro-amelio-amorim/
14. ↑  https://www.acordacidade.com.br/noticias/agenda-cultural/oficina-de-poema-sera-realizada-neste-sabado-17-em-feira-de-santana/
15. ↑  https://programavibenews.com.br/o-movimento-poetico-geracao-de-20-realiza-oficina-de-poesia-no-museu-de-arte-contemporanea-mac-proximo-dia-17-fevereiro/
16. ↑  https://www.geracaode20.org/_files/ugd/a394ca_f9ac7aac1aad4986b4a598374bb1b072.pdf?index=true
17. ↑  https://www.geracaode20.org/_files/ugd/a394ca_f9ac7aac1aad4986b4a598374bb1b072.pdf?index=true
18. ↑  https://www.geracaode20.org/colunas/categories/poema-ponte-por-pedro-albuquerque
19. ↑  https://www.geracaode20.org/colunas/categories/entrementes-entrevistas-por-enzo-macedo
20. ↑  https://www.geracaode20.org/_files/ugd/a394ca_486b0f6ae1264cb597837ada63be98a6.pdf
21. ↑  https://www.geracaode20.org/oficina-poesia-grafite-ronaldo-agrestino-feira-santana
22. ↑  http://dgp.cnpq.br/dgp/espelhogrupo/762979
23. ↑  https://www.geracaode20.org/parabens-dee-merces-pela-aprovacao-no-intercambio-para-mocambique
24. ↑  https://www.geracaode20.org/literatura-feirense-geracao-de-20-mocambique
25. ↑  https://sites.google.com/uefs.br/sertaoprofessoras/
26. ↑  https://www.geracaode20.org/colunas/categories/poesia-chama-me-por-machado-de-jesus
27. ↑  https://bahianapolitica.com.br/uefs-realiza-encontro-de-escrita-e-literatura-nesta-quinta-feira-28/